# Карл-Отто Шульц
Карл-Отто Шульц (нім. Karl-Otto Schultz; 9 листопада 1914, Бремергафен — 20 жовтня 1942, Атлантичний океан) — німецький офіцер-підводник, капітан-лейтенант крігсмаріне.

## Біографія
В 1934 році вступив на флот. З 23 травня по 19 листопада 1941 року — командир підводного човна U-34, з 15 грудня 1941 року — U-216. 29 серпня 1942 року вийшов у свій перший і останній похід. 25 вересня потопив британський пасажирський пароплав Boston водотоннажністю 4989 тонн, навантажений баластом; 17 з 66 членів екіпажу пароплава загинули. 20 жовтня U-216 був потоплений в Північній Атлантиці південно-західніше Ірландії (48°21′ пн. ш. 19°25′ зх. д.) глибинними бомбами британського бомбардувальника «Ліберейтор». Всі 45 членів екіпажу загинули.

## Звання
- Фенріх-цур-зее (1 липня 1935)
- Лейтенант-цур-зее (1 квітня 1937)
- Оберлейтенант-цур-зее (1 квітня 1939)
- Капітан-лейтенант (1 березня 1943, посмертно)

## Нагороди
- Медаль «За вислугу років у Вермахті» 4-го класу (4 роки)
- Залізний хрест 2-го класу
- Нагрудний знак підводника (посмертно)